# Millennium Chemicals
Die Millennium Chemicals Inc., ein Tochterunternehmen der Lyondell Chemical Company, ist ein US-amerikanisches Chemieunternehmen. Es war zeitweilig der zweitgrößte Hersteller von Titandioxid auf der Welt.

## Geschichte
Millennium Chemicals ist durch die Abspaltung eines Unternehmensbereiches der Hanson plc am 1. Oktober 1996 als eigenständiges Unternehmen entstanden.
Im Jahr 2004 haben Millennium Chemicals und Lyondell fusioniert (Genehmigung durch die EU am 10. Juni 2004, endgültige Übernahme am 30. November 2004) und sind dadurch damals drittgrößter amerikanischer Chemiekonzern geworden.
2007 wurde die Titandioxid-Sparte für 1,2 Mrd. US-Dollar an die saudische National Titanium Dioxide Company verkauft, wodurch der Konzern Cristal Global entstand.